# Jessica Penne
Pour les articles homonymes, voir Penne.
Jessica Penne, née le 30 janvier 1983 est une pratiquante de MMA américaine évoluant au sein de l'Ultimate Fighting Championship dans la catégorie des poids pailles.

## Parcours en MMA

### Invicta Fighting Championships
Le 5 avril 2013 Jessica Penne défend son titre de championne Atomweight IFC face à l'américaine Michelle Waterson. Le combat a lieu à Kansas City dans le Missouri (États-Unis) lors de l'évènement Invicta FC 5: Penne vs. Waterson. Michelle Waterson, qui s'est sortie de justesse d'une soumission à la fin du troisième round, réussit une clé de bras lors de la 4e reprise et s'empare de la ceinture.

### Ultimate Fighting Championship
Le 12 décembre 2014 Jessica Penne participe pour la première fois à un évènement UFC. Elle est opposée, à la canadienne Randa Markos lors de l'évènement The Ultimate Fighter: A Champion Will Be Crowned Finale se déroulant à Las Vegas aux États-Unis. Elle remporte le combat par décision partagée. Cet affrontement obtient la récompense de combat de la soirée.
Le 1er mai 2015 l'UFC annonce que Jessica Penne affrontera la championne Joanna Jedrzejczyk lors de l'UFC Fight Night 69 du 20 juin 2015.

### Distinctions
- Ultimate Fighting Championship
  - Combat de la soirée (x2) (12 décembre 2014 face à Randa Markos et 20 juin 2015 face à Joanna Jedrzejczyk).
- Invicta
  - Soumission de la soirée (x1) (13 juillet 2013 face à Nicdali Rivera-Calanoc).
  - Championne poids atomweight (x1) (du 6 octobre 2012 au 5 avril 2013).
  - Combat de l'année 2013 (5 avril 2013 face à Michelle Waterson).

## Palmarès en MMA
| 17 combats     | 12 victoires | 5 défaites |
| Par KO         | 2            | 2          |
| Par soumission | 7            | 1          |
| Sur décision   | 3            | 2          |

| Résultat | Record | Adversaire             | Méthode                                | Événement                                               | Date              | Round | Temps | Lieu                                  | Notes                                                          |
| -------- | ------ | ---------------------- | -------------------------------------- | ------------------------------------------------------- | ----------------- | ----- | ----- | ------------------------------------- | -------------------------------------------------------------- |
| Défaite  | 12-5   | Danielle Taylor        | Décision unanime                       | UFC Fight Night: Swanson vs. Lobov                      | 22 avril 2016     | 3     | 5:00  | Nashville, Tennessee, États-Unis      |                                                                |
| Défaite  | 12-4   | Jéssica Andrade        | TKO (coups de poing)                   | UFC 199: Rockhold vs. Bisping II                        | 4 juin 2016       | 2     | 2:56  | Inglewood, Californie, États-Unis     |                                                                |
| Défaite  | 12-3   | Joanna Jedrzejczyk     | TKO (coups de poing et coups de genou) | UFC Fight Night: Jedrzejczyk vs. Penne                  | 20 juin 2015      | 3     | 4:22  | Berlin, Allemagne                     | Pour le titre des poids pailles de l'UFC. Combat de la soirée. |
| Victoire | 12-2   | Randa Markos           | Décision partagée                      | The Ultimate Fighter: A Champion Will Be Crowned Finale | 12 décembre 2014  | 3     | 5:00  | Las Vegas, Nevada, États-Unis         | Combat de la soirée                                            |
| Victoire | 11-2   | Nicdali Rivera-Calanoc | Soumission (étranglement arrière)      | Invicta FC 6: Coenen vs. Cyborg                         | 13 juillet 2013   | 1     | 4:57  | Kansas City, Missouri, États-Unis     | Soumission de la soirée                                        |
| Défaite  | 10-2   | Michelle Waterson      | Soumission (clé de bras)               | Invicta FC 5: Penne vs. Waterson                        | 5 avril 2013      | 4     | 2:31  | Kansas City, Missouri, États-Unis     | Perd le titre de championne des poids atomweight               |
| Victoire | 10-1   | Naho Sugiyama          | Soumission (étranglement en triangle)  | Invicta FC 3: Penne vs. Sugiyama                        | 6 décembre 2012   | 2     | 2:20  | Kansas City, Missouri, États-Unis     | Gagne le titre de championne des poids atomweight              |
| Victoire | 9-1    | Lisa Ellis             | TKO (coups de poing)                   | Invicta FC 1: Coenen vs. Ruyssen                        | 28 avril 2012     | 3     | 2:48  | Kansas City, Kansas, États-Unis       |                                                                |
| Victoire | 8-1    | Amy Davis              | Soumission (étranglement arrière)      | The Cage Inc.: Battle at the Border 7                   | 19 novembre 2010  | 1     | 4:17  | Hankinson, Dakota du Nord, États-Unis |                                                                |
| Défaite  | 7-1    | Zoila Frausto Gurgel   | Décision unanime                       | Bellator 25                                             | 19 août 2010      | 3     | 5:00  | Chicago, Illinois, États-Unis         |                                                                |
| Victoire | 7-0    | Angela Magaña          | Soumission (étranglement arrière)      | Action Fight League: Rock-N-Rumble                      | 25 septembre 2009 | 2     | 4:10  | Hollywood, Floride, États-Unis        |                                                                |
| Victoire | 6-0    | Tammie Schneider       | TKO (coups de poing)                   | Bellator 5                                              | 1er mai 2009      | 1     | 1:35  | Dayton, Ohio, États-Unis              |                                                                |
| Victoire | 5-0    | Alicia Gumm            | Décision unanime                       | RMBB: Caged Vengeance                                   | 8 novembre 2008   | 2     | 5:00  | Sheridan, Colorado, États-Unis        |                                                                |
| Victoire | 4-0    | Heather Basquil        | Décision unanime                       | Fist Series: WinterFist 2008                            | 20 février 2008   | 3     | 3:00  | Orange County, Californie, États-Unis |                                                                |
| Victoire | 3-0    | Sumie Sakai            | Soumission (clé de bras)               | FFF 2: Girls Night Out                                  | 14 juillet 2007   | 3     | 0:33  | Compton, Californie, États-Unis       |                                                                |
| Victoire | 2-0    | Brandy Nerney          | Soumission (étranglement arrière)      | FFF 1: Asian Invasion                                   | 17 février 2007   | 1     | 1:20  | Los Angeles, Californie, États-Unis   |                                                                |
| Victoire | 1-0    | Sally Krumdiack        | Soumission (étranglement en triangle)  | HOOKnSHOOT: The Women Return                            | 18 novembre 2006  | 1     | 4:20  | Evansville, Indiana, États-Unis       |                                                                |